# Hypoplesia dietziella
Hypoplesia dietziella är en fjärilsart som beskrevs av August Busck 1913. Hypoplesia dietziella ingår i släktet Hypoplesia och familjen äkta malar. Inga underarter finns listade i Catalogue of Life.